# 항공우주작전본부
한국 항공우주작전본부(韓國航空宇宙作戰本部, 영어: Korean Air And Space Operations Center; KAOC)는 항공우주작전을 지휘통제하는 공군작전사령부 예하의 지휘 센터이다. 한미 양국이 공동으로 운영하며 경기도 평택시 오산 공군기지의 지하 벙커에 위치하고 있다.

## 정보
항공우주작전본부는 과거 전술항공통제본부에서 2010년에 확대 개편됐으며 평시에는 작전사령부 소속이지만 유사시에는 한미 공군구성군사령부 소속으로 공군 작전을 총괄한다. 한반도 전구 내 항공우주작전을 지휘·통제하는 한국군의 '전략사령부' 역할을 한다. '한국형 3축 체계' 가운데 킬 체인과 한국형 미사일 방어체계 작전을 총괄하는 'K2 작전수행본부'도 이곳에 있다. 24시간 365일 한반도 상공의 항적을 감시·식별하면서 타격까지 관장하는 기능을 맡는다. 중앙방공통제소에서 공역을 감시하면서 확보한 정보가 KAOC의 전투지휘소로 보고되고 정찰·방어·공격 등 공중작전 지휘·통제가 이곳에서 이뤄진다.
3축 체계 중 나머지 하나인 대량응징보복을 수행할 때도 미사일 발사는 KAOC에서 관장하게 되며, 전시에 구성되는 연합공군구성군사령부가 자리 잡을 장소이기도 하다. 군 최고 수준의 기밀시설로 꼽히며 업무 관련자가 아니면 출입이 불가능한 삼엄한 보안 상태를 유지한다.
2015년에는 미국의 국방부 장관 애슈턴 카터가, 2022년 한미정상회담 기간 중에는 한미 대통령이 이곳을 방문하였다.

## 산하 조직
- 우주작전전대

## 기록

### 소속
- 공군작전사령부

### 계보
- (시기불명), 전술항공통제본부
- 2010년, 항공우주작전본부

## 같이 보기
- 항공작전센터
- 탄도탄 작전통제소
- 미사일 방어